# Bartolovci
Bartolovci – wieś w Chorwacji, w żupanii brodzko-posawskiej, w gminie Sibinj. W 2011 roku liczyła 737 mieszkańców.